# Ратак
Ра́так (англ. Ratak Chain, марш. Ratak [rˠɑɑ̯dˠɑk]) — цепь островов в пределах островного государства Маршалловы Острова (в восточной его части). Ратак означает «восход солнца». Общая численность населения островов Ратак составляет 33 892 человек (2011). Площадь суши — 88,11 км². Площадь лагуны — 5490,59 км².
Атоллы и изолированные острова в цепи (с севера на юг):
- Атолл Бокак
- Атолл Бикар
- Атолл Утирик (Кутузова)
- Атолл Така (Суворова)
- Остров Меджит
- Атолл Аилук (Крузенштерна)
- Остров Джемо
- Атолл Ликиеп
- Атолл Вотье (Румянцева)
- Атолл Эрикуб (Чичагова)
- Атолл Малоэлап (Аракчеева)
- Атолл Аур
- Атолл Маджуро
- Атолл Арно
- Атолл Мили
- Атолл Нокс